# 巴图营站
巴图营站是朝凌高速铁路中的一座高鐵站，于2021年8月3日投入使用。車站位於辽宁省朝阳市北票市巴图营乡铁吉营村西与白塔子组村北交界处，同时也位于锦州北站与朝阳站之间。車站建筑面积1911平方米，站台规模2台4线。